# Rotes Kliff
Das Rote Kliff ist eine ca. 30 Meter hohe Steilküste zwischen den Orten Wenningstedt und Kampen auf der Nordseeinsel Sylt. Es befindet sich auf der zur offenen See gelegenen Westseite der Insel. Im Süden beginnt es südlich des Parkplatzes „Risgap“ in Wenningstedt und im Norden endet es in Höhe „Haus Kliffende“ an der Kampener Westheide. Etwas nördlich liegt die höchste Erhebung der Insel, die etwa 52,5 m hohe Uwe-Düne, die im Gegensatz zur eiszeitlich entstandenen Abbruchkante des Kliffs aus postglazialer Ablagerung von Dünensand entstanden ist.

## Erdgeschichte
Vor etwa 120.000 Jahren lagerten Gletscher der Saalevereisung mächtige Schuttmassen unsortierten Gesteins auch im Bereich der heutigen Insel Sylt ab, die zu den vier Geestkernen wurden, die heute die Hauptmasse der Inselmitte bilden. Der größte von ihnen, der Westerländer Geestkern, der ursprünglich etwa zehn Kilometer weiter nach Westen reichte, bildete auf Grund des steigenden Meeresspiegels der Nacheiszeit und durch Küstenerosion eine Abbruchkante aus. Der rostrote Geschiebelehm, der dem Kliff seinen Namen gab, erhielt seine Färbung durch die Oxidation eisenhaltiger Bestandteile.
Noch im 19. Jahrhundert vermuteten Geologen einen erdgeschichtlichen Zusammenhang zwischen Sylt und Helgoland, dessen Felsen zwar eine ähnliche Färbung besitzen, aber erheblich älter sind und auch eine andere Entstehungsgeschichte haben. Die aus dem Roten Kliff herausbrechenden Gesteine wie Feuerstein, Rhombenporphyr oder Rapakivigranit lassen noch heute eine exakte Bestimmung ihrer Herkunft zu.
Jahrhundertelang diente diese markante Steilkante der Schifffahrt als Erkennungsmerkmal der Insel. Bereits auf den niederländischen Seekarten von Lucas Janszoon Waghenaer 1584 und Albert Haeyen 1585 ist das Rote Kliff gut erkennbar. Bei Waghenaer ist auch der Name Roet Kliff verzeichnet.
Es wurden in den Seebüchern und auf den Seekarten des 15. und 16. Jahrhunderts übrigens mehrere Küstenstrecken erwähnt, die als Rotes Kliff bezeichnet wurden. Einer dieser war das Rote Kliff bei Stavoren (Westfriesland), eine Geschiebelehmkuppe, deren Farbe zu sagenhaften Erzählungen über Vulkanausbrüche und feurige Drachen Veranlassung gab. Sie wurde vor allem bekannt durch das 1951 errichtete friesische Freiheitsdenkmal mit dem Aufschrift "Leaver dea as slaef" (Lieber tod als Sklave). Dies dient der Erinnerung an eine Schlacht im Jahr 1345, die jedoch nicht hier, sondern nördlich von Stavoren stattfand.

## Küsten- und Naturschutz
Das Rote Kliff ist seit jeher durch Sturmflut und Erosion erheblich gefährdet und verlor durch Sturmfluten 1862, 1881 und 1928 jeweils mehrere Meter. Zuletzt kam es durch den Orkan Anatol Ende 1999 zu starken Abbrüchen. Im Rahmen des Küstenschutzes erfolgen seit Ende der 1970er Jahre umfangreiche Sandvorspülungen am gesamten Weststrand der Insel und leisten einen Schutz gegen den Landverlust. Dies führte jedoch dazu, dass das Kliff im Gemeindegebiet von Wenningstedt größtenteils nicht mehr sichtbar, sondern durch mit Strandhafer bewachsene vorgelagerte Dünen bedeckt ist.
1979 wurde das Gebiet ausgehend von der nördlichen Bebauungsgrenze von Wenningstedt, weiter Richtung Kampen, im gesamten Bereich zwischen der Bebauung und dem westlichen Sandstrand als Naturschutzgebiet ausgewiesen. Diese Fläche oberhalb des Roten Kliffs umfasst 177 ha und ist unter dem CDDA-Code 81561 verzeichnet.

## Galerie

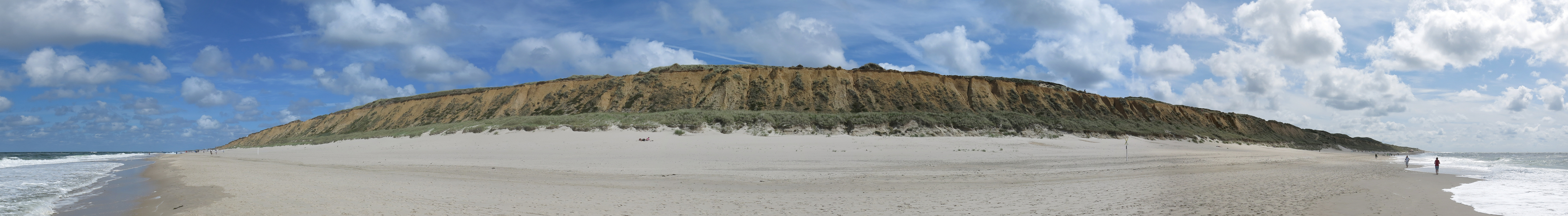
Gesamtansicht vom Strand
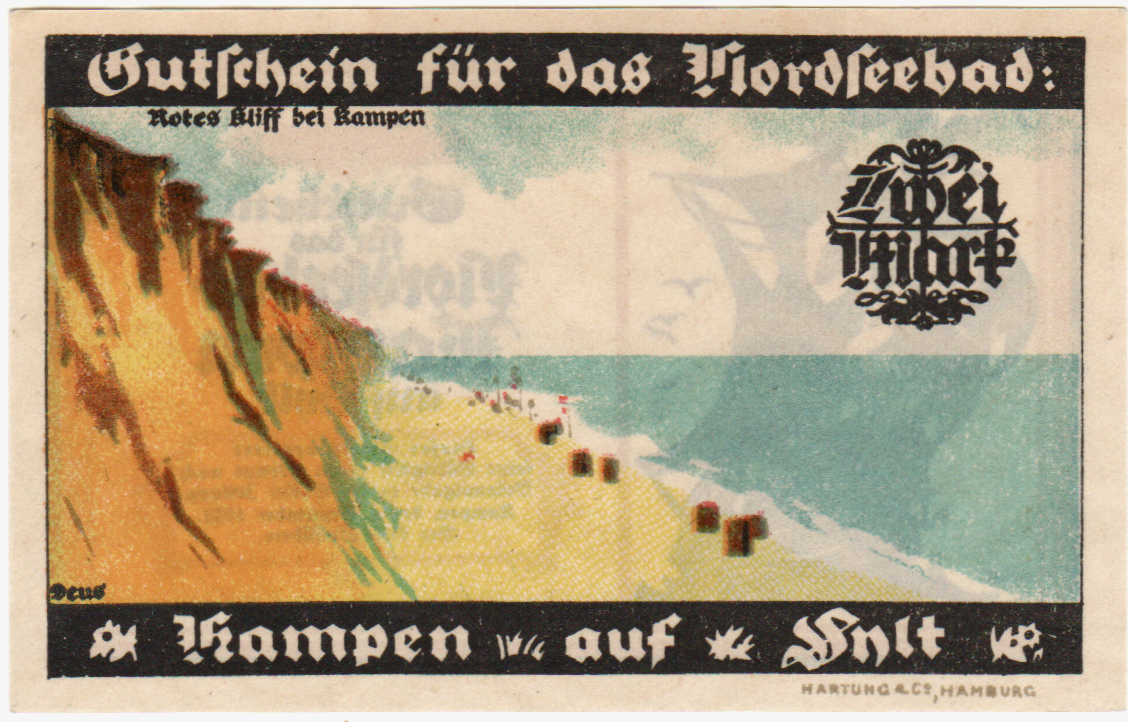
Das Rote Kliffauf einem Notgeldschein von 1921
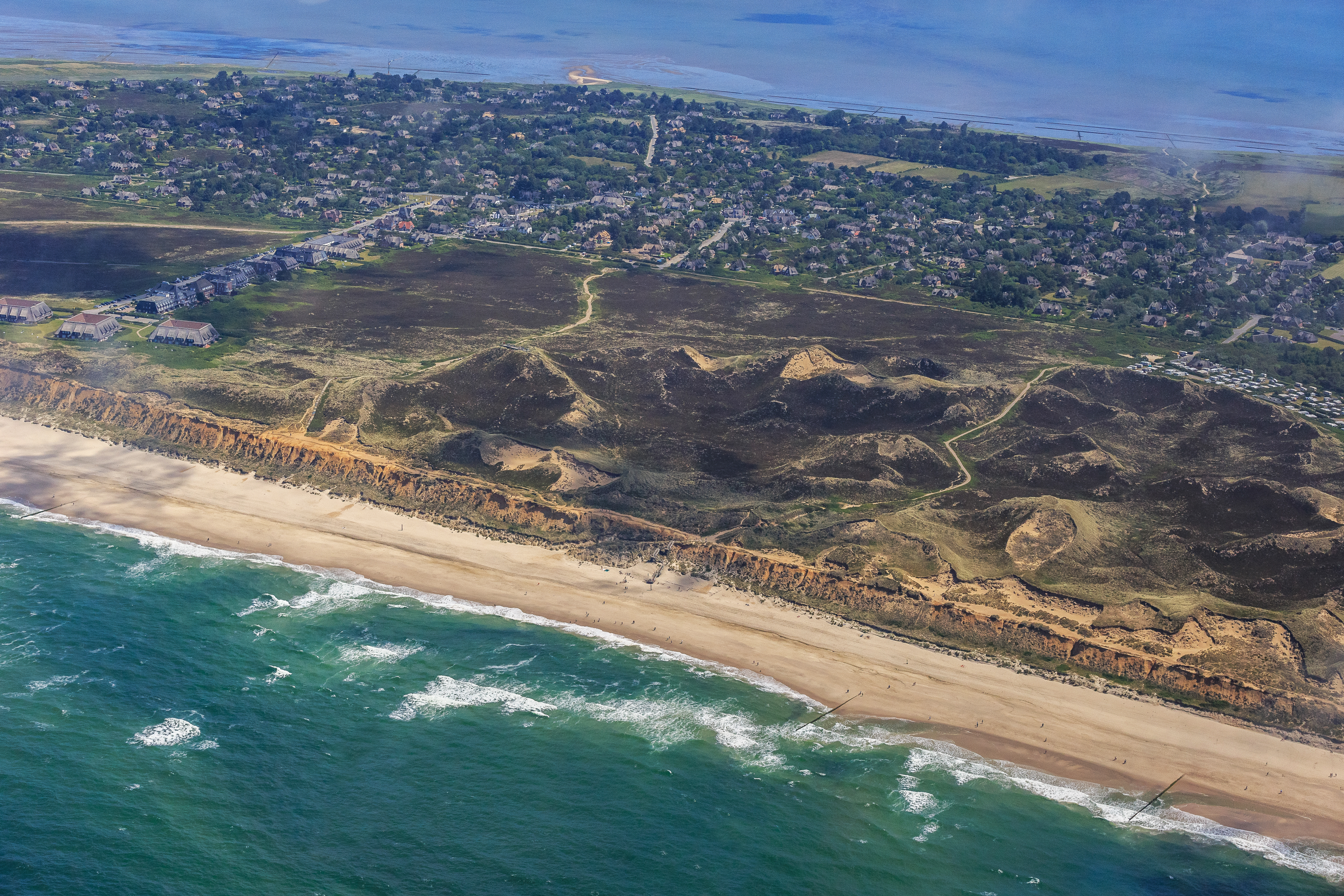
Luftbild des Roten Kliffs (2017)
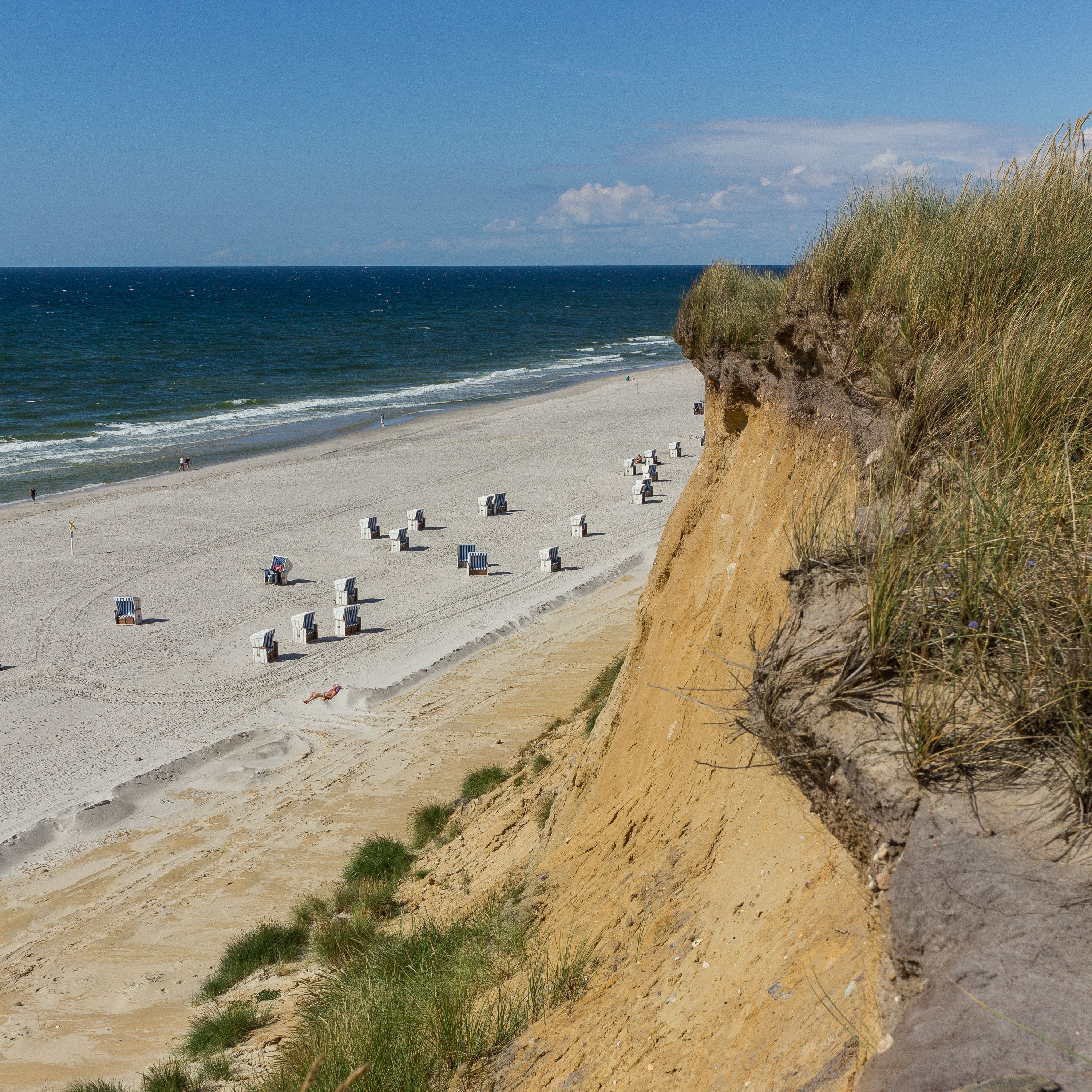
Das Rote Kliff auf Höhe der Abbruchkante (2014)
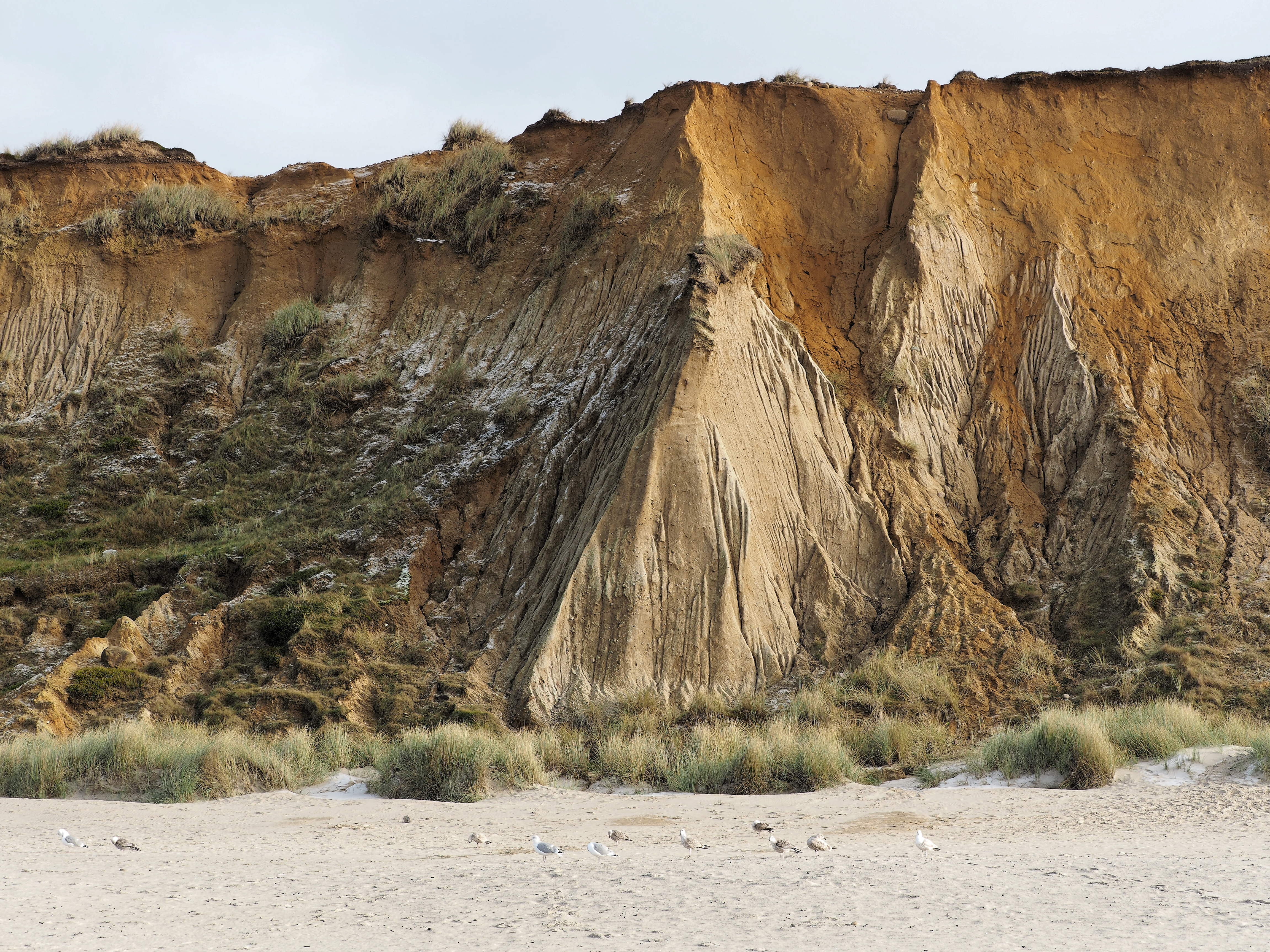
Abbrüche vom Roten Kliff …
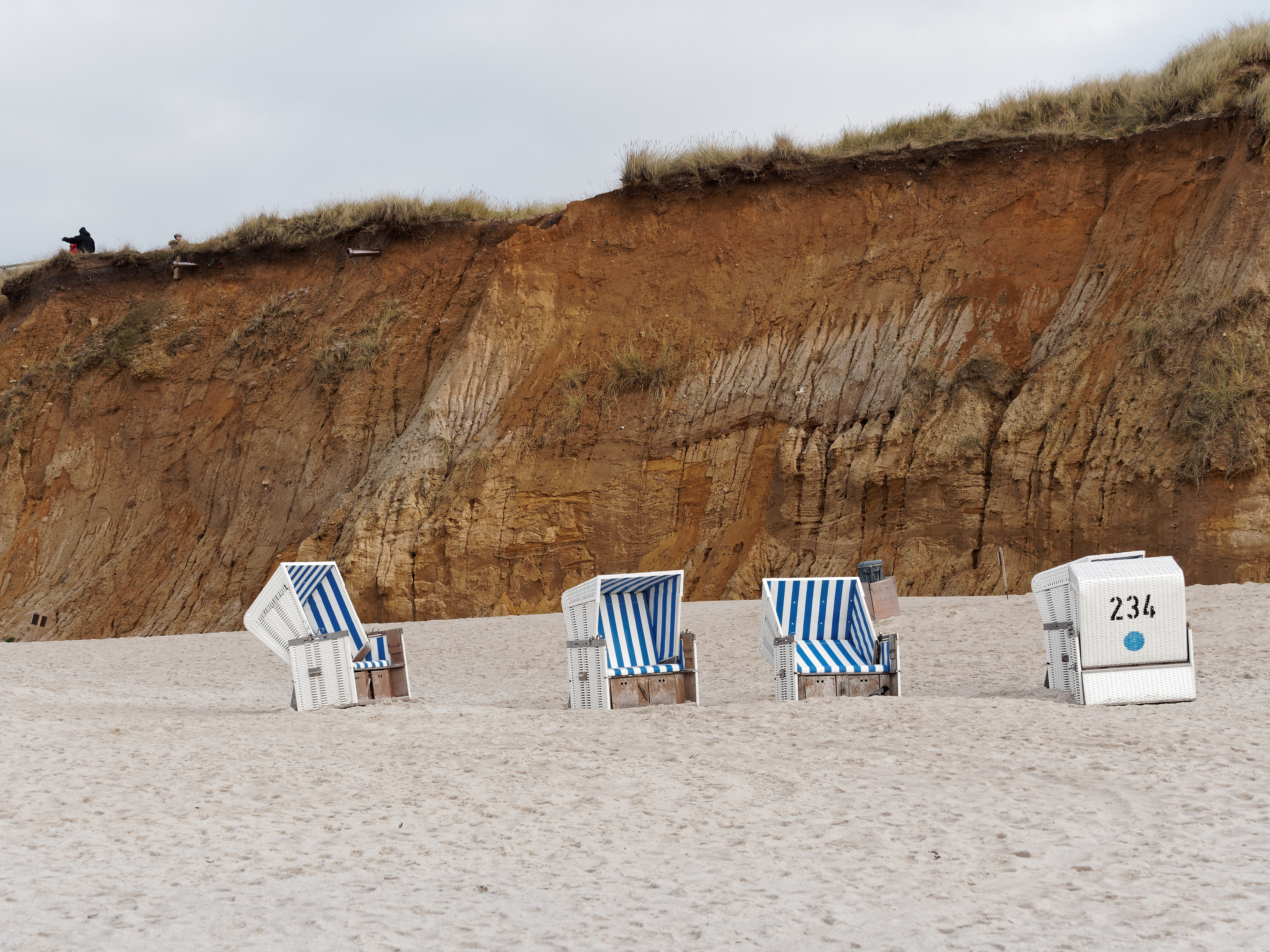
… mit Resten von Bebauung
Dünenlandschaft auf dem Roten Kliff